# Jasna Merdan-Kolar
Jasna Merdan-Kolar (Mostar, 19. listopada 1956.) je bivša bosanskohercegovačka i austrijska rukometašica i trenerica.
Igračku je karijeru napravila u BiH. U mostarskoj je Lokomotivi igrala od juniorskih dana, od 1969. sve do 1986., ukupno 17 godina. Mostarsku je Lokomotivu odvela iz druge lige u prvu ligu 1977. godine. S klubom je došla do samog vrha. U sezoni 1982./83. je s mostarskom Lokomotivom bila doprvakinja, a 1983./84. treća. U 1. saveznoj ligi je šest puta uzastopce bila najboljim strijelcem. Sveukupno je postigla 1507 pogodaka u 1. saveznoj ligi te je dio skupine igračica koje su postigle više od tisuću pogodaka.
- 1978.: 183 pogotka
- 1979.: 168 pogodaka
- 1980.: 159 pogodaka
- 1981.: 205 pogodaka
- 1982.: 268 pogodaka
- 1983.: 264 pogotka

Revija Rukomet ju je 1983. proglasila za najboljeg strijelca u Europi. Te joj je godine prosjek postignutih pogodaka bio čak 12 pogodaka po utakmici.
Potom je otišla u bečki Hypo, pridruživši se "legiji strankinja" koja je ondje igrala. U Hypu je ostala do 1994. godine. 1988. je s Hypom igrala u završnicu Kupa prvakinja, a sljedeće 1989. je osvojila Kup prvakinja pobijedivši moskovski Spartak koji je cijelo desetljeće vladao europskim rukometom. U Austriji je postavila još nekoliko rekorda. Ističe se sezona 1985./86. kad je postigla 17,045 pogodaka u prosjeku, 375 pogodaka na 22 utakmice. Bila je najbolji strijelac austrijske lige svih vremena.
Od 1994. do 1996. igrala je za Fünfhaus.
Igrala je za bivšu jugoslavensku žensku rukometnu reprezentaciju na dvjema olimpijadama. Na OI u Moskvi osvojila je srebrnu. Izbornik ju je pozvao na SP 1982., gdje je osvojila broncu. Postigla je 52 pogotka i izabrana je u najboljih sedmero. Na OI u Los Angelesu 1984. godine osvojila je zlatnu olimpijsku medalju i bila je najboljim strijelcem turnira s 48 postignutih pogodaka. Od toga je samo na utakmici protiv SAD-a postigla 17 pogodaka.
Poslije je uzela austrijsko državljanstvo te više godina igrala za bečku Hypobanku. 1990. je proglašena za IHF-ovu igračicu godine. Na OI 1992. u Barceloni nastupila je kao austrijska rukometašica. Osvojila je 5. mjesto i postigla ukupno 23 pogotka, od čega na utakmici protiv kasnijih olimpijskih pobjednica Južne Koreje čak 11.
2000. je godine izabrana za drugu najbolju rukometašicu svih vremena 
. U rodnom je Mostaru izabrana za zaslužnu športisticu grada Mostara.

## Vanjske poveznice
- Profil na databaseolympics.com
- Sports-reference[neaktivna poveznica]